# Schlanstedt
Schlanstedt ist ein Ortsteil der gleichnamigen Ortschaft der Einheitsgemeinde Huy im Landkreis Harz in Sachsen-Anhalt.

## Geografie
Schlanstedt liegt im Harzvorland nördlich vor Halberstadt und 50 km westlich von Magdeburg.
Zur Ortschaft Schlanstedt gehören die Wohnplätze Grasmühle und Thiemühle.

## Geschichte
Die Sage interpretiert den Ortsnamen als „Schlammstedt“:

„by Slammstedt is sump und kot
do fand de grave sinen dod;
up ören höhen wasst gut brod“

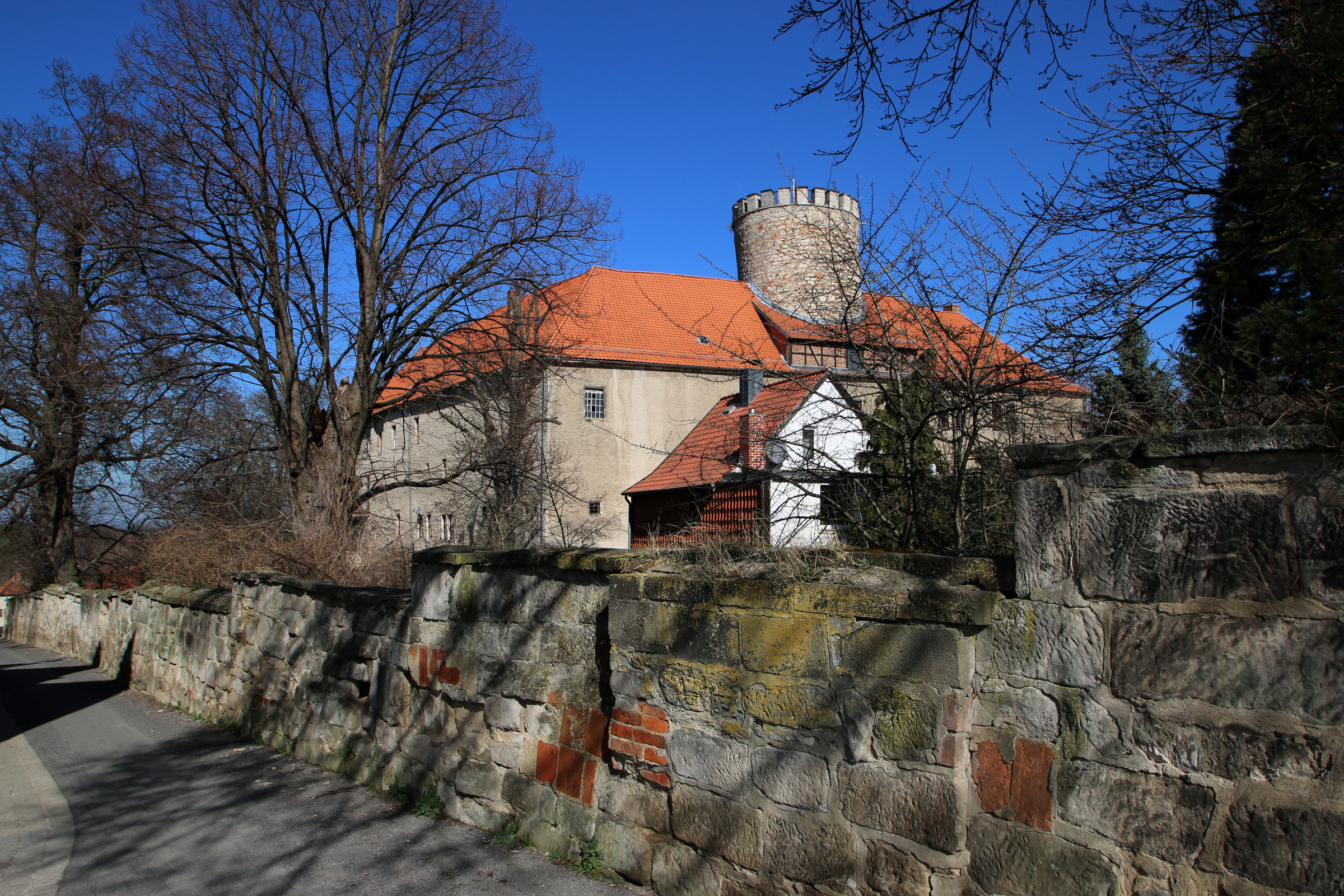
Burg Schlanstedt, Außenansicht

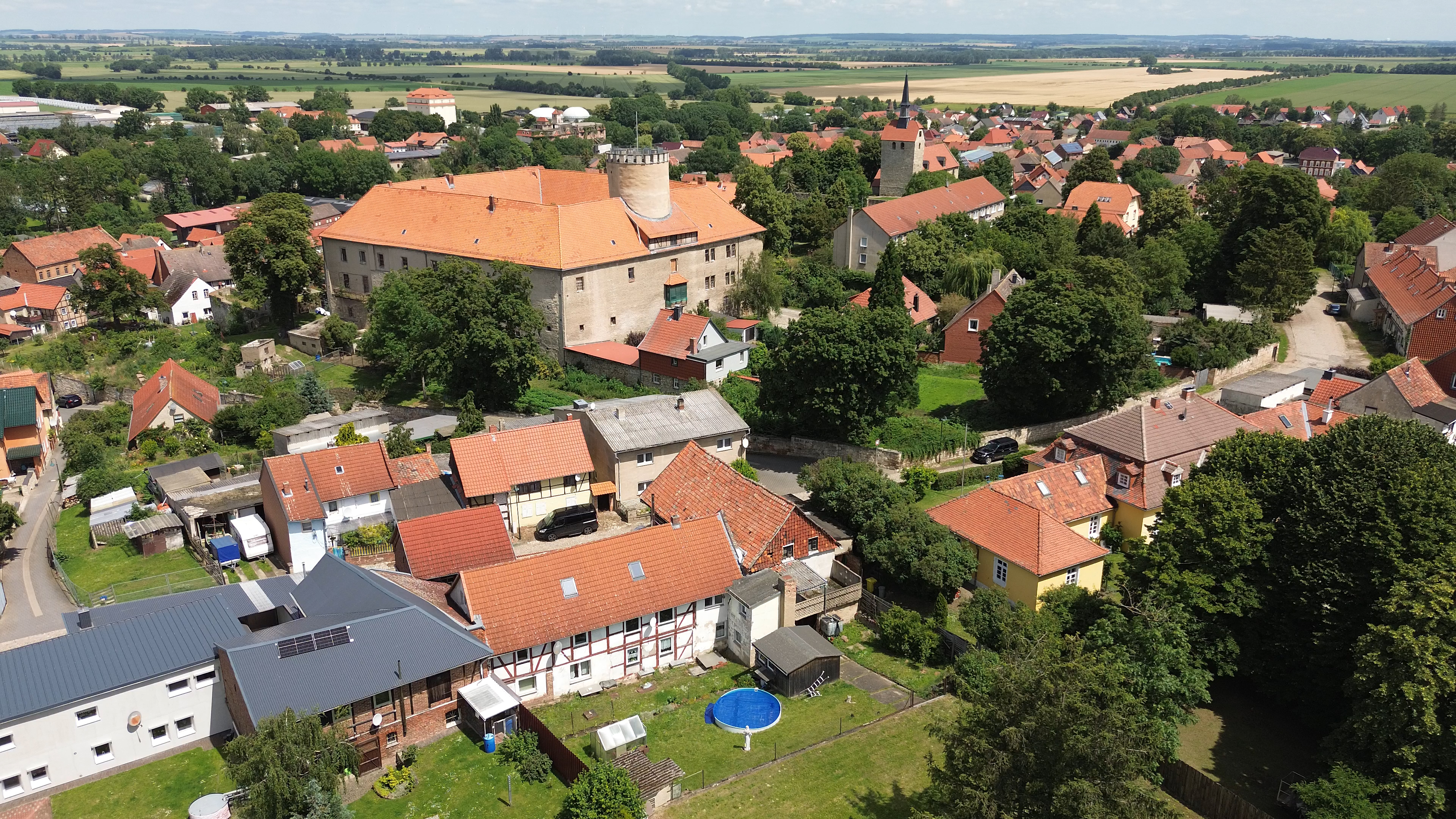
Schlanstedt, Ansicht aus Richtung SW

Im Schlamm, dem Großen Bruch, sei danach 933 unter König Heinrich I. in der großen Schlacht gegen die räuberischen Hunnen, wie die Ungarn damals genannt wurden, Graf Stefan von Regenstein umgekommen. Seine Gattin Theuthelinde habe zu seinem Andenken hier eine kleine hölzerne Kapelle errichtet, das erste Gebäude von Schlanstedt. Später habe sich ein Sohn westlich davon ein Festes Haus gebaut, die eigentliche Burg Schlanstedt, die noch heute steht.
Die ältestes nachweisliche Nennung Slanstetens datiert auf das Jahr 1056, als Papst Victor II. dem Stift Sankt Simon und Judä in Goslar hier Besitz bestätigt. Weitere Erwähnungen gibt es aus den Jahren 1084, als das Kloster Huysburg in Slanstidde eine halbe und 1193 als das Stift „Unserer Lieben Frau“ in Slonstide zweieinhalb Hufen erhält. Aufgrund seiner Lage beherrschte Schloss Schlanstedt von seiner Anhöhe aus die Region zwischen Huy und dem Bruche; bis 1344 die Grafen von Regenstein Schloss und Dorf in Besitz nahmen. Noch im 14. Jahrhundert wurde die Burg von den Halberstädter Domherren den Regensteiner Grafen abgejagt und zum Renaissanceschloss umgestaltet.
Schlanstedt gilt als eine der Wiegen der deutschen Pflanzenzüchtung. Die günstigen bodenmäßigen und klimatischen Bedingungen des Harzvorlandes und der Magdeburger Börde, der vergleichsweise hohe Stand des Acker- und Pflanzenbaues in dieser Gegend waren ideale Voraussetzungen für die praktischen Landwirte, durch verbesserte Sorten und neue Technik ökonomisch vertretbare Erträge zu erzielen. Maßgeblichen Anteil hatten Wilhelm Rimpau, Friedrich Strube und Heinrich Christoph Behrens.
Die Volkszählung vom 16. Juni 1926 ergab für das Gut 138 und für das Dorf Schlanstedt 1796 Einwohner.
Am 1. November 1928 wurde der Gutsbezirk Schlanstedt in Teilen mit der Landgemeinde Schlanstedt (Domäne Schlanstedt) und der Landgemeinde Neuwegersleben (Vorwerk Neudamm) vereinigt.
Am 1. April 2002 bildete die Gemeinde Schlanstedt zusammen mit den anderen zehn Gemeinden der aufgelösten Verwaltungsgemeinschaft Huy die neue Gemeinde Huy.

## Politik

### Ortschaftsrat
Als Ortschaft der Einheitsgemeinde Huy übernimmt ein so genannter Ortschaftsrat die Wahrnehmung der speziellen Interessen des Ortes innerhalb bzw. gegenüber den Gemeindegremien. Er wird aus sieben Mitgliedern gebildet.

### Bürgermeister
Als weiteres ortsgebundenes Organ fungiert der Ortsbürgermeister, dieses Amt wird zur Zeit von Waltraud Beck wahrgenommen.

### Flagge
Die Flagge ist weiß - rot (1:1) gestreift mit dem aufgelegten Ortswappen.

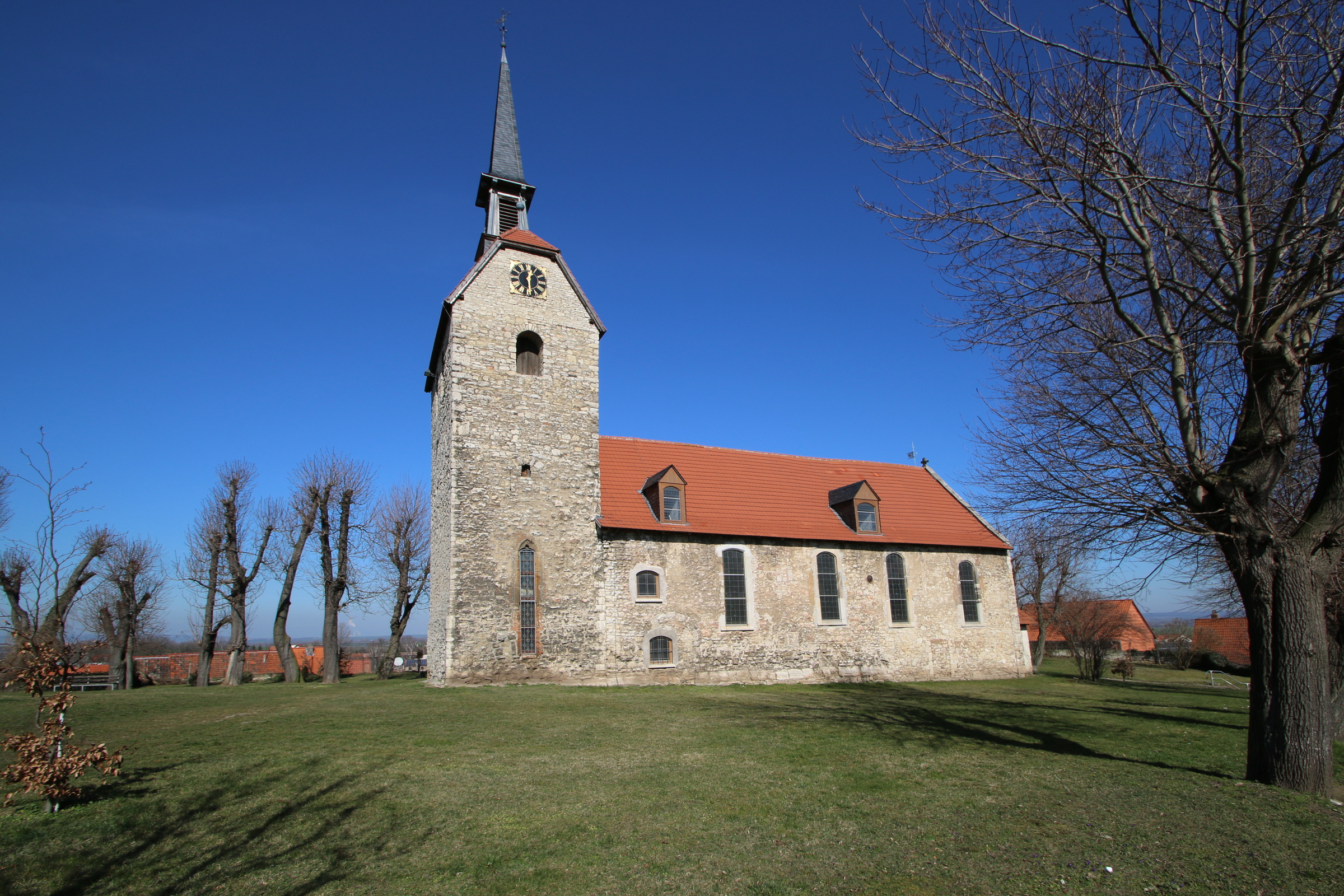
Kirche St. Martin Schlanstedt

## Sehenswürdigkeiten

### Kirche St. Martini
Die Kirche in Schlanstedt ist ein spätgotischer Bruchsteinbau; von einem romanischen Vorgängerbauwerk ist der querrechteckige Westturm erhalten. Nach 1684 wurde das Bauwerk zu einer barocken Saalkirche umgebaut; der Dachreiter wurde im Jahr 1713 aufgesetzt. Im Chor ist noch ein stabwerkverziertes Portal erhalten.
Im Inneren war das Turmuntergeschoss ursprünglich mit zwei Rundbögen zum einschiffigen Langhaus geöffnet. Das Innere ist mit einer Holztonne abgeschlossen; im Norden, Westen und Osten sind zweigeschossige Emporen eingebaut.
Das Hauptstück der Ausstattung ist ein zweigeschossiger Altaraufsatz aus dem Jahr 1710, der mit weinlaubumrankten Säulen gegliedert ist. Im Hauptfeld sind ein zentrales Kreuzigungsgemälde und die darüber angeordnete Darstellung des Jonas mit dem Walfisch angeordnet, auf dem darüber angeordneten gesprengten Giebel sind Engel mit den Marterwerkzeugen und der auferstandene Christus zu sehen; die Wangen sind aus kräftigem Akanthus gebildet.
Im Chor ist eine spätgotische Sakramentsnische mit Astwerkrahmung erhalte. Die reich geschmückte hölzerne Kanzel wurde 1621 von der Familie von Merretich gestiftet. Sie zeigt am Korb vier Reliefs mit Darstellungen der Geburt, Kreuzigung, Auferstehung und der Himmelfahrt Jesu Christi; vor den Ecksäulchen stehen die Freifiguren der betenden Stifter auf Kopfkonaolen.
An der Chorsüdwand ist ein gewaltiges Epitaph des Hauptmanns von Wildenstein († 1673) mit Ahnenprobe erhalten. In der nördlichen Vorhalle befinden sich ein figürlicher Grabstein für Dorothea Sidonie von Bothmer († 1586) sowie mehrere barocke Inschrift- und Wappengrabsteine.

### Weitere Sehenswürdigkeiten

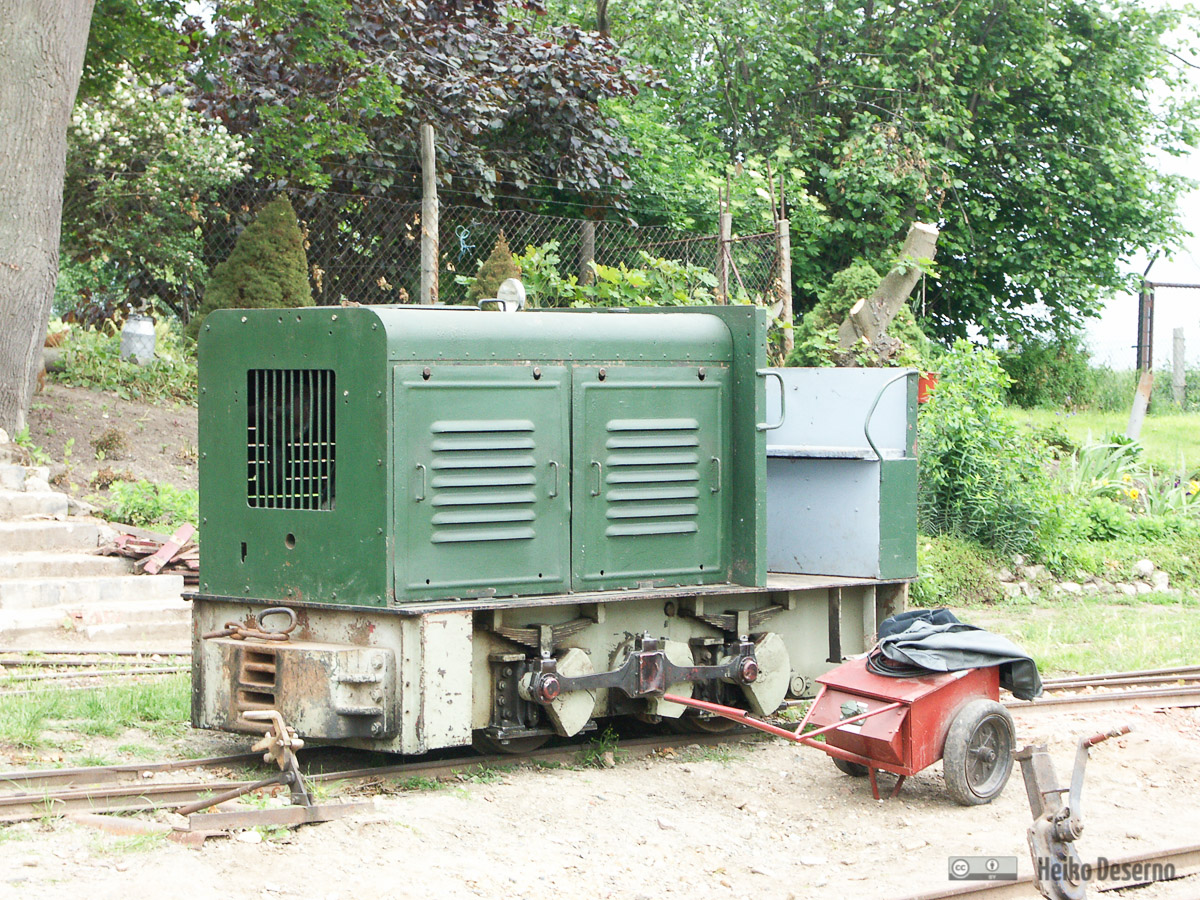
Feldbahnlok der Strube-Bahn

Ein Teilstück der ehemaligen Strube-Bahn wird heute als Museumsbahn betrieben. Der Ort beheimatet ebenfalls die Burg Schlanstedt.

## Persönlichkeiten
- Henning Arnisaeus (um 1575–1636), Mediziner, Philosoph und Reichspublizist
- Ernst Vollrad von Vieregge (1744–1816), preußischer Generalmajor; 1802 Amtshauptmann in Schlanstedt
- Wilhelm Rimpau (1842–1903), Landwirt und Pflanzenzüchter
- Heinrich Christoph Behrens (* 22. Juni 1842 Schlanstedt; † Schlanstedt) Landwirt und Pflanzenzüchter
- Friedrich Strube (* 18. März 1847 Schlanstedt; † 14. Dezember 1897 Schlanstedt) Landwirt, Gutsbesitzer  und Pflanzenzüchter